# Elecciones de Alta Austria
Las elecciones de Alta Austria tienen como función nombrar a los 56 diputados del parlamento estatal. Este estado es un feudo del Partido Popular de Austria.

## Partidos Políticos
Estos son los partidos políticos con representación parlamentaria desde 1945:
- Partido Popular de Austria
- Partido Socialdemócrata de Austria
- Partido de la Libertad de Austria
- Verdes

En negrita, se marcan los partidos que formaron gobierno en cada legislatura.
| Elecciones de Alta Austria de 1945 |         |       |         |     |
| Partido                            | Votos   | %     | Escaños | +/- |
| ÖVP                                | 278.075 | 59,05 | 30      |     |
| SPÖ                                | 180.454 | 38,32 | 18      |     |

| Elecciones de Alta Austria de 1949 |         |       |         |     |
| Partido                            | Votos   | %     | Escaños | +/- |
| ÖVP                                | 267.379 | 45,00 | 23      | 7   |
| SPÖ                                | 183.006 | 30,80 | 15      | 3   |
| VdU                                | 123.613 | 20,80 | 10      |     |

| Elecciones de Alta Austria de 1955 |         |       |         |     |
| Partido                            | Votos   | %     | Escaños | +/- |
| ÖVP                                | 295.292 | 48,13 | 25      | 2   |
| SPÖ                                | 241.978 | 39,44 | 19      | 4   |
| FW                                 | 58.936  | 9,61  | 4       | 6   |

| Elecciones de Alta Austria de 1961 |         |       |         |             |
| Partido                            | Votos   | %     | Escaños | +/-         |
| ÖVP                                | 315.964 | 48,83 | 25      | Sin cambios |
| SPÖ                                | 256.162 | 39,59 | 19      | Sin cambios |
| FPÖ                                | 62.524  | 9,66  | 4       | Sin cambios |

| Elecciones de Alta Austria de 1967 |         |       |         |     |
| Partido                            | Votos   | %     | Escaños | +/- |
| SPÖ                                | 307.125 | 45,95 | 23      | 4   |
| ÖVP                                | 302.135 | 45,21 | 23      | 2   |
| FPÖ                                | 49.984  | 7,48  | 2       | 2   |

| Elecciones de Alta Austria de 1973 |         |       |         |     |
| Partido                            | Votos   | %     | Escaños | +/- |
| ÖVP                                | 334.468 | 47,70 | 28      | 5   |
| SPÖ                                | 306.003 | 43,36 | 24      | 1   |
| FPÖ                                | 54.094  | 7,67  | 4       | 2   |

| Elecciones de Alta Austria de 1979 |         |       |         |             |
| Partido                            | Votos   | %     | Escaños | +/-         |
| ÖVP                                | 378.745 | 51,61 | 29      | 1           |
| SPÖ                                | 303.945 | 41,42 | 23      | 1           |
| FPÖ                                | 46.801  | 6,38  | 4       | Sin cambios |

| Elecciones de Alta Austria de 1985 |         |       |         |             |
| Partido                            | Votos   | %     | Escaños | +/-         |
| ÖVP                                | 392.839 | 52,13 | 30      | 1           |
| SPÖ                                | 286.022 | 37,95 | 23      | Sin cambios |
| FPÖ                                | 37.933  | 5,03  | 3       | 1           |

| Elecciones de Alta Austria de 1991 |         |       |         |     |
| Partido                            | Votos   | %     | Escaños | +/- |
| ÖVP                                | 357.771 | 45,20 | 26      | 4   |
| SPÖ                                | 248.640 | 31,41 | 19      | 4   |
| FPÖ                                | 140.311 | 17,73 | 11      | 8   |

| Elecciones de Alta Austria de 1997 |         |       |         |     |
| Partido                            | Votos   | %     | Escaños | +/- |
| ÖVP                                | 328.095 | 42,69 | 25      | 1   |
| SPÖ                                | 207.781 | 27,03 | 16      | 3   |
| FPÖ                                | 158.555 | 20,63 | 12      | 1   |
| GRÜNE                              | 44.435  | 5,78  | 3       | 3   |

| Elecciones de Alta Austria de 2003 |         |       |         |             |
| Partido                            | Votos   | %     | Escaños | +/-         |
| ÖVP                                | 339.179 | 43,42 | 25      | Sin cambios |
| SPÖ                                | 299.402 | 38,33 | 22      | 6           |
| GRÜNE                              | 70.742  | 9,06  | 5       | 2           |
| FPÖ                                | 65.643  | 8,40  | 4       | 8           |

| Elecciones de Alta Austria de 2009 |         |       |         |             |
| Partido                            | Votos   | %     | Escaños | +/-         |
| ÖVP                                | 400.365 | 46,76 | 28      | 3           |
| SPÖ                                | 213.555 | 24,94 | 14      | 8           |
| FPÖ                                | 130.937 | 15,29 | 9       | 5           |
| GRÜNE                              | 78.569  | 9,18  | 5       | Sin cambios |

| Elecciones estatales de Alta Austria de 2015 |         |       |         |     |
| Partido                                      | Votos   | %     | Escaños | +/- |
| ÖVP                                          | 315.290 | 36,37 | 21      | 7   |
| FPÖ                                          | 263.985 | 30,36 | 18      | 9   |
| SPÖ                                          | 159.753 | 18,37 | 11      | 3   |
| GRÜNE                                        | 89.703  | 10,32 | 6       | 1   |

| Elecciones estatales de Alta Austria de 2021 |         |       |         |             |
| Partido                                      | Votos   | %     | Escaños | +/-         |
| ÖVP                                          | 303.835 | 37,61 | 22      | 1           |
| FPÖ                                          | 159.692 | 19,77 | 11      | 7           |
| SPÖ                                          | 150.094 | 18,58 | 11      | Sin cambios |
| GRÜNE                                        | 99.496  | 12,32 | 7       | 1           |
| MFG                                          | 50.325  | 6,23  | 3       |             |
| NEOS                                         | 34.204  | 4,23  | 2       | 2           |

- Datos: Q5827574
- Multimedia: Elections in Upper Austria / Q5827574